# Izudrossel
Die Izudrossel früher auch Kurodadrossel (Turdus celaenops, japanisch 島赤腹/赤鶫 Akakokko) ist ein Singvogel aus der Familie der Drosseln (Turdidae).

## Merkmale
Die Izudrossel ist eine mittelgroße, auffallend gezeichnete Drossel mit einer Körperlänge von bis zu 23 cm. Das Männchen ist am Kopf bis zur Brust schwarz und orange kastanienfarbenem am Oberbauch und an den Flanken. Die Bauchmitte ist weiß. Oberseits ist das Männchen braun bis bräunlich rotbraun, Flügel und Schwanz sind schwärzlich. Der Kopf des Weibchens ist braun mit weißer, schwarz gestrichelter Kehle. Schnabel und Augenring sind gelb.
Nach Stejnegers Erstbeschreibung ist der Rücken mumienbraun, Brust und Flanken rötlich gelbbraun. Die Unterflügeldecken sind grau und die Schwanzfedern ohne terminalen weißen Fleck. Um die Augen befindet sich kein heller Streif. Die zweiten Handschwingen sind kürzer als die fünften. Kopf und Hals sind bei adulten Männchen schwarz. Die Flügellänge beträgt etwa 120 mm.
Die Izudrossel ist der Japandrossel (Turdus chrysolaus) ähnlich, diese hat allerdings einen olivbraunen Kopf mit dunklerer Kehle und eine orangerote obere Brust. Die Weibchen der Japandrossel haben einen undeutlichen Überaugenstreif und eine blasse, braun gestrichelte Kehle.

## Vorkommen
Die Izudrossel ist ein Endemit Japans. Die Mehrzahl der Population lebt auf den Izu-Inseln zwischen Izu-Ōshima und Aogashima. Einige Vögel ziehen im Winter in die angrenzenden Teile von Honshū und der Insel Shikoku. Eine kleine Anzahl lebt auf der Insel Yakushima und auf den zu den Nansei-Inseln gehörenden Tokara-Inseln (Ryūkyū-Inseln).

## Lebensraum und Lebensweise
Der Vogel bewohnt Laubwälder mit einem gut entwickelten Kronendach und spärlicher Strauchschicht die ein unterwachsen von Bambus verhindert. Auf Yakushima kommt die Art in gemischtem Wacholder-Rhododendren Wald vor. Auch an Straßenrändern, gepflügten Feldern und in Gärten, wo sie ungestört ist, sucht sie Früchte und Samen. Im Sommer ernährt sie sich überwiegend Insekten, insbesondere Raupen in der Baumkrone. Die Brutzeit reicht von März bis Juni, hauptsächlich im Mai und selten im August.

## Gefährdungssituation
Der Bestand der Izudrossel ist klein und nimmt durch eine große Zahl eingeschleppter Nesträuber und vermutlich durch Habitatverlust schnell ab. Von der IUCN wird sie deshalb als gefährdet (Vulnerable, VU) eingestuft.

## Taxonomie
Manchmal wird die Izudrossel als konspezifisch zur Japandrossel (Turdus chrysolaus) angesehen. Neuere Studien sehen eine enge genetische Verwandtschaft, zur Klärung sind weitere Studien nötig. Die als Unterart vorgeschlagene Turdus celaenops yakushimensis soll größer und dunkler sein und einen dunkleren Schnabel haben, diese Merkmale sind jedoch nicht beständig. Noch gilt die Art als monotypisch.